# Partido Verde de San Vicente y las Granadinas
El Partido Verde de San Vicente y las Granadinas (en inglés: Saint Vincent and the Grenadines Green Party), abreviado como GP, es un partido político de San Vicente y las Granadinas de ideología ecologista fundado el 10 de enero de 2005. Ivan O'Neal lideró el GP desde su fundación hasta su muerte el 27 de mayo de 2024.
Desde su fundación el GP ha sido el tercer partido más grande del país, en el cual rige un sistema bipartidista entre el Partido de la Unidad Laborista y el Nuevo Partido Democrático. Ha presentado candidaturas en las elecciones de 2005, 2010, 2015 y 2020, obteniendo en todas un puñado de votos y no logrando obtener escaños en la Cámara de la Asamblea.

## Resultados electorales
|  | 0.06 % |

|  | 0.22 % |

|  | 0.12 % |

|  | 0.05 % |